# Аюбов, Сиражудин Айнудинович
Сиражудин Айнудинович Аюбов — советский спортсмен, борец вольного стиля. Серебряный призёр чемпионата Европы 1985 года.

## Карьера

### Спортсмена
Тренировался у Георгия Бахтуридзе. Серебряный призёр чемпионата Европы 1985 года. Серебряный призёр чемпионатов СССР 1982, 1984 годов.

### Тренера
Сиражудин Айнудинович тренирует детей в черкесском Дворце спорта.

## Ссылка
- Сиражудин Аюбов — профиль на сайте International Wrestling Database (англ.)